# Electrostrymon minikyanos
Electrostrymon minikyanos är en fjärilsart som beskrevs av Johnson och David Matusik 1988. Electrostrymon minikyanos ingår i släktet Electrostrymon och familjen juvelvingar. Inga underarter finns listade i Catalogue of Life.